# 小眼藍吻犁頭鰩
小眼藍吻梨頭鰩（学名：Glaucostegus microphthalmus），又名小眼琵琶鱝、飯匙鯊、魴仔，为軟骨魚綱鰩目犁頭鰩科藍吻犁頭鰩屬下的一个种，分布於西北太平洋臺灣海域，棲息在近海沙泥底質海域，為底棲性魚類，屬肉食性，生活習性不明。